# Bärhäuser
Bärhäuser ist ein Ortsteil der Gemeinde Cunewalde in Sachsen.

## Geographie
Die kleine Ansiedlung liegt am nördlichen Fuße des 499,5 m hohen Bieleboh über dem Cunewalder Tal. Sie schließt sich südwestlich an Obercunewalde an.

## Geschichte
Bärhäuser entstand nach 1800 auf den Fluren von Obercunewalde, als der Bauer Bär auf seinem Grund eine neue Außensiedlung anlegen ließ.
Bärhäuser war nie eigenständig, sondern bildete immer einen Gemeindeteil. Bis 1939 gehörte die Ansiedlung zur Gemeinde Obercunewalde, seither ist sie Ortsteil von Cunewalde.
Bärhäuser war bis 2018 staatlich anerkannter Erholungsort.